# Lorenzo Germani
Lorenzo Germani (Sora, 3 maart 2002) is een Italiaans wegwielrenner die anno 2023 rijdt voor Groupama-FDJ. 

## Overwinningen
2022
 Italiaans kampioen, Beloften
2e etappe Ronde van de Aostavallei

## Resultaten in voornaamste wedstrijden
| Jaar | Ronde van Italië | Ronde van Frankrijk | Ronde van Spanje |
| ---- | ---------------- | ------------------- | ---------------- |
| 2023 |                  |                     | 85e              |
| 2024 | 87e              |                     | 97e              |
| 2025 | 63e              |                     |                  |

| Jaar | Milaan-San Remo | Amstel Gold Race | Luik-Bast.‑Luik | Ronde van Lombardije | Waalse Pijl |
| ---- | --------------- | ---------------- | --------------- | -------------------- | ----------- |
| 2023 |                 |                  |                 |                      |             |
| 2024 | 152e            | 99e              | 106e            | 66e                  | 40e         |
| 2025 |                 |                  |                 |                      |             |

### Resultaten in kleinere rondes
| Jaar | Tour Down Under | Tirreno-Adriatico | Ronde van Catalonië | Ronde van het Baskenland | Ronde van Romandië | Ronde van Polen |
| ---- | --------------- | ----------------- | ------------------- | ------------------------ | ------------------ | --------------- |
| 2023 | 112e            |                   | 111e                |                          | 63e                | 60e             |
| 2024 |                 | opgave            |                     | 101e                     |                    |                 |

## Ploegen
- 2021 –  Equipe continentale Groupama-FDJ
- 2022 –  Equipe continentale Groupama-FDJ
- 2023 –  Groupama-FDJ
- 2024 –  Groupama-FDJ
- 2025 –  Groupama-FDJ

Armirail · Askey · Davy · Démare (tot 31/7) · Gaudu · Geniets · Germani · Grégoire · Konovalovas · Küng · Ladagnous · Le Gac · Lienhard · Madouas · Martinez · Molard · Pacher · Paleni · Penhoët · Pinot · Pithie · Scotson · Stewart · Storer · Thompson · van den Berg · Watson · Welten
Askey · Barthe · Bystrøm · Davy · Gaudu · Geniets · Germani · Grégoire · Gruel (vanaf 1/3) · Konovalovas · Küng · Le Gac · Le Huitouze · Lienhard · Madouas · Martinez · Molard · Pacher · Paleni · Penhoët · Pithie · Rochas · Russo · Sarreau · Thompson · van den Berg · Walls · Watson